# 诺森比亚大学
诺森比亚大学是一所位於英國泰恩-威爾郡泰恩河畔紐卡素的公立大學。

## 歷史
诺森比亚大学的歷史可追溯到約翰·亨特·盧瑟福於1880年成立的盧瑟福技術學院（Rutherford College of Technology），以及由約克公爵於1894年成立的藝術與工業設計學院（College of Art & Industrial Design）及市商學院（Municipal College of Commerce）

### 紐卡素理工學院
1969年，藝術與工業設計學院（College of Art & Industrial Design）及市商學院（Municipal College of Commerce）合併為紐卡素理工學院（Newcastle Polytechnic）。1974年，城市教育學院（City College of Education）併入，紐卡素理工學院成為該地區教師培訓中心，兩年後北部郡立教育學院（Northern Counties College of Education）併入。

### 诺森比亚大学
在1992年，紐卡素理工學院（Newcastle Polytechnic）獲大學資格，更名為紐卡素诺森比亚大学（University of Northumbria at Newcastle），是當年成立的新大學之一。在1995年，诺森比亚大学被授予負責醫療保健專業的教育工作，在此之前，教育工作由英國國民保健署所負責。2002年，開始使用「诺森比亚大学」（Northumbria University）作為新的商標名稱，但機構的官方名稱依然是原來的「紐卡素诺森比亚大学」（University of Northumbria at Newcastle），而所使用的盾徽標誌也並未改變。

## 校園

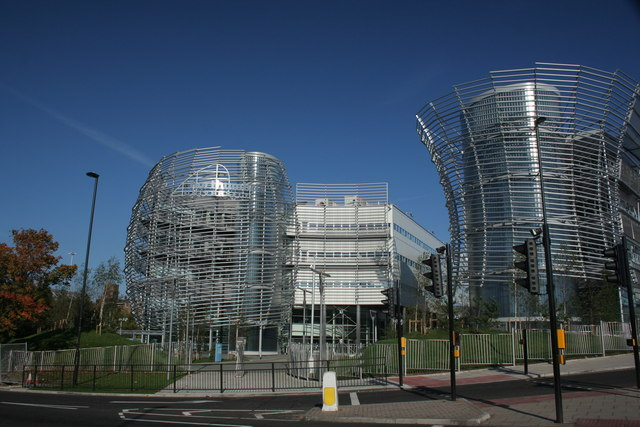
城市校區東部

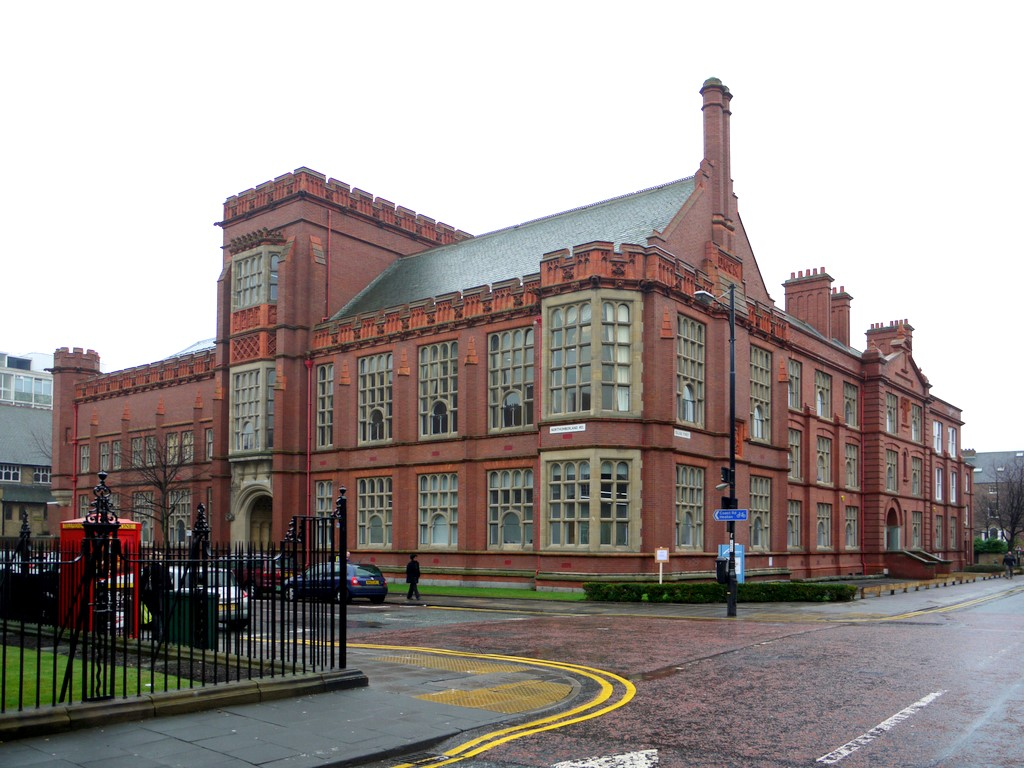
薩瑟蘭大樓（The Sutherland Building）

诺森比亚大学擁有兩個校區，城市主校區位於泰恩河畔紐卡素市中心，而分校區位於市外。紐卡素市中心的中央高速公路把城市主校區分為城市主校區東和城市主校區西。在2008年，城市主校區東和城市主校區西由前任英國國家貿易部長迪格比·瓊斯投資建立的大橋所連接。

### 城市主校區
紐卡素商學院，法律學院及設計學院均位於城市主校區東，其中法律學院及紐卡素商學院均設在同一學術樓中，設計學院則橫跨城市主校區中庭。城市主校區東由知名阿特金斯顧問有限公司設計，自2007年落成以來已成為紐卡素著名地標並獲當地年度項目獎項。當法律學院搬住城市主校區東，薩瑟蘭大樓，原杜倫大學醫學院及牙醫學院成為大學行政部門所在地，包括大學財務部門、規劃部門和人力資源部門等。另外，藝術與社會科學學院，建築與自然環境學院，計算機、工程、信息科學與生命科學學院均位於城市主校區西，大學圖書館，學生會大樓及體育中心亦位於城市主校區西。

### 教練巷校區
教練巷校區位於紐卡素市中心外4公里科克倫公園附近，鄰近泰恩景公園及英國就業及退休保障部。家庭衛生、社區與教育研究學院位於教練巷校區，教練巷校區擁有計算機與圖書館服務，學生會設施以及體育設施，包括室內網球場、健身房、室外橄欖球場、足球場及全天候泛光燈照明球場，城市主校區及教練巷校區均擁有免費穿梭巴士服務。

### 倫敦校區
倫敦校區於2014年開始運作，位於倫敦市中心並靠近地鐵站，鄰近阿爾德蓋特及利物浦街。倫敦校區主要負責研究生學位課程，包括市場營銷課程，財務管理課程及國際商業管理課程。

## 學校組織及機構
诺森比亚大学為綜合性大學，提供逾30個英國學生最常選擇的學科。诺森比亚大学專精於法律，商業，藝術與設計，計算機科學，環境科學，建築環境，應用醫療保健，運動科學，心理學以及教師教育。諾桑比亞亦提供由律師公會和律師協會認證的臨床法律課程，法律課程畢業生畢業後能直接進入法律行業。該學生法律中心是獨特的臨床法律教育機構，其中法律課程的學生能參與真正的法律諮詢過程，代表客戶進行法律諮詢及代理方案，並成為學術與職業發展的一部分。該學生法律中心作為提供法律服務諮詢而運作，執業律師會密切監督學生的工作並全面負責，確保客戶獲得專業的服務。而位於紐卡素市中心城市主校區的設計學院亦於倫敦伊斯靈頓設有衛星校園。
诺森比亚大学擁有逾3200名員工，並通過下辖學系提供逾500個研究項目，包括藝術、設計與社會科學學系、商業與法律學系、工程與環境學系、健康與生命科學學系。诺森比亚大学每年吸引來自至少20多個國家和地區留學生近3,000多人。此外，诺森比亚大学致力於國際化發展並於世界各地建立交流計劃，因此诺森比亚大学跟不少亞洲院校簽訂合作計劃，包括香港，新加坡，馬來西亞，孟加拉及韓國。

## 學術

### 科研概況
於2008年的科研水平評估中，有9個研究領域的研究成果被評為「世界領先」（World Leading）。
於2009/2010年度，诺森比亚大学與愛丁堡大學，紐卡素大學及格拉摩根大學共同進行有關失智症護理的國家評估研究，該研究由诺森比亚大学主導並獲英國衛生部政策研究計劃資助。
於2010年，诺森比亚大学成立新子公司並給予製造商於工業環境中使用計算化學領域的「設計師分子」（Designer Molecules），過程中，量子定向遺傳算法（QDGA）是識別新的催化劑與反應物的獨特解決方案。
工程與物理科學研究議會（EPSRC）撥款£140萬予诺森比亚大学能源消耗研究小組進行研究，該研究由诺森比亚大学與伯明翰大學，中央蘭開夏大學，史雲斯大學及倫敦大學伯貝克學院共同進行。
歐洲知名的非線性動力學科技研究公司 RTC North 宣布與诺森比亚大学展開研究合作，並於生物燃料的生產領域中發現重大突破，該為期三年的研究項目將匯集傳統的科學實驗室分析技術及世界最先進的數據分析軟件。

### 聲譽和排名
它是一所新大學，下辖的紐卡素商學院在國際教育界享負盛名，屢獲英國官方及媒體殊榮。
於2011年及2012年，星期日泰晤士報優秀大學指南評定紐卡素商學院的畢業生就業能力為英國前10名。
紐卡素商學院擁有18個本科專業被歐洲管理發展基金會（EPAS）認可，在英國位列第1。
於2014年5月，紐卡素商學院成為歐洲唯一一所商業課程與會計課程同時獲得商管學院促進協會（AACSB）認可的院校，屬於全球頂尖1%的商學院。。
於2015年11月，紐卡素商學院獲泰晤士高等教育頒授年度最佳商學院榮譽。

## 學生生活
學生會為大學競選和代表性的組織，學生會由大學校長與4名副校長，及37名學生成員組成的委員會所領導。學生會提供各種學生活動，包括「諾桑比亞義工」（Volunteer Northumbria），「一個星球」（One Planet），「Raise and Give」（RAG），並提供訓練及技能課程。學生會通過國家認可的學生代表、研究生代表、社區代表及黨團小組主席代表系統，幫助學生處理各樣學術與非學術事務。
於2011年，諾桑比亞學生會獲得全國學生會聯盟所頒授的最佳大專院校學生會獎項。

## 擴展閱讀
- Allen, Joan; Buswell, Richard. . Newcastle upon Tyne: Northumbria University Press. 2005  [2013-11-29]. ISBN 1-904794-09-2. （原始内容存档于2013-12-03）.

## 外部連結
- 官方网站